# Vought F-8

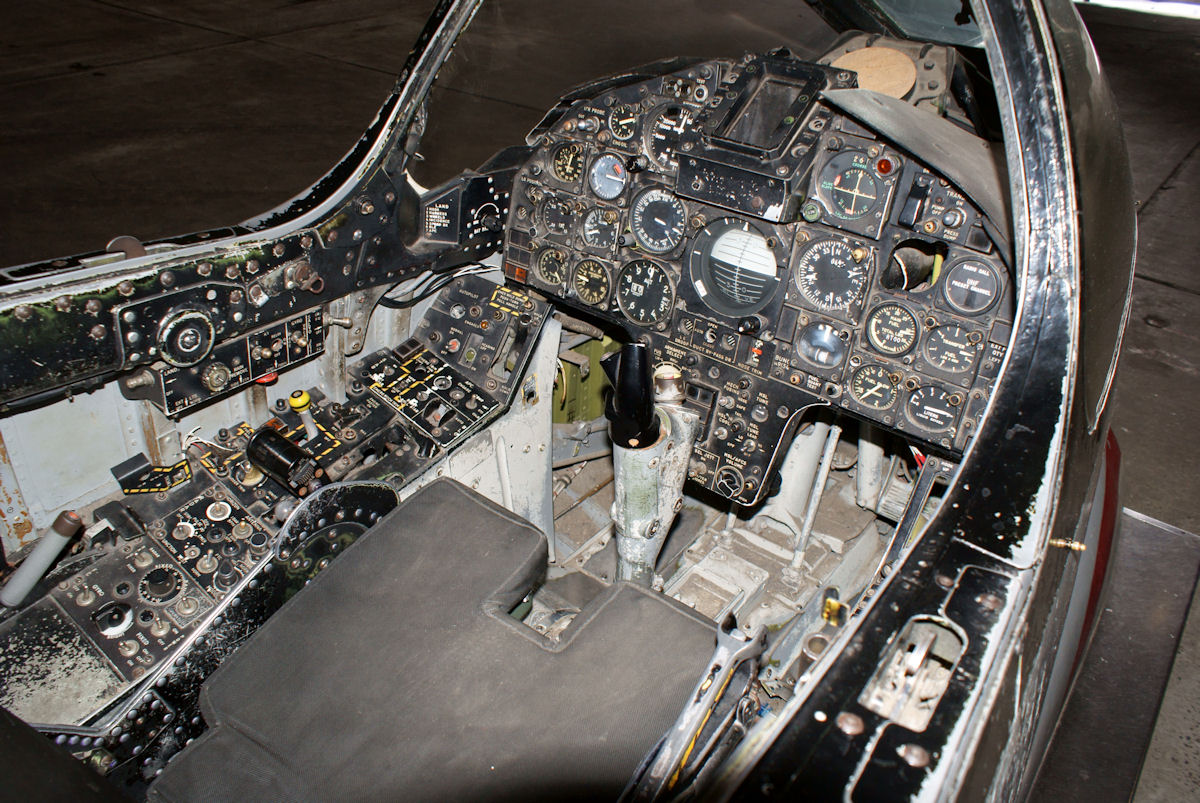
Cockpit einer Vought F-8J Crusader

Die Vought F-8 Crusader (bis 1962 F8U) war ein einstrahliges Kampfflugzeug aus US-amerikanischer Produktion, das vornehmlich auf Flugzeugträgern eingesetzt wurde. Der Prototyp flog erstmals am 25. März 1955, insgesamt wurden 1261 Crusader gebaut. Es war der letzte Flugzeugtyp, dessen Primärbewaffnung aus Maschinenkanonen bestand, deswegen trug es auch den Spitznamen The Last of the Gunfighters.
Als Erprobungsträger war eine Maschine 1972 das erste Flugzeug, in dem eine digitale Fly-by-Wire Flugsteuerung eingesetzt wurde.

## Geschichte
1953 erhielt die Chance Vought Division der United Aircraft Corporation den Auftrag zur Entwicklung eines trägergestützten überschallschnellen Jagdflugzeugs. Die Flugerprobung des Prototyps XF8U-1 begann im März 1955, als Antrieb wurde ein Pratt & Whitney J57-P-12 verwendet. Kurze Zeit später begann bereits die Serienproduktion, die bis 1965 lief, und schon am 20. September 1955 flog die erste Serienmaschine F8U-1, 1962 in F-8A umklassifiziert. Die F-8A hatte zunächst noch das gleiche Triebwerk wie der Prototyp, später erhielten alle Maschinen das stärkere J57-P-20A bzw. -22.

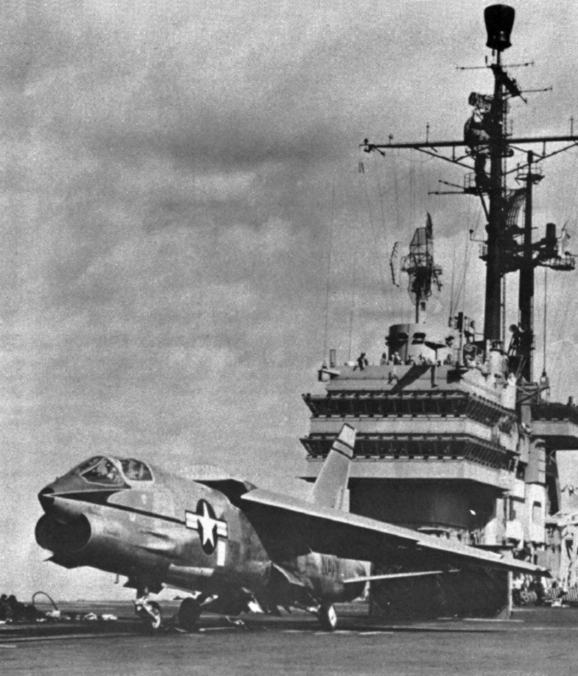
Erprobung der XF8U-1 auf der USS Forrestal, 1955/56

Die Crusader wurde bei der US Navy und dem US Marine Corps vorwiegend als trägergestützter Abfangjäger eingesetzt. Zahlreiche Muster des Modells kamen im Vietnamkrieg zum Einsatz. Im Jahre 1957 stellte der damalige Major des US Marine Corps und spätere Astronaut John Glenn einen neuen transkontinentalen Geschwindigkeitsrekord auf. Für die Strecke Los Angeles nach New York City brauchte er bei einer Durchschnittsgeschwindigkeit von Mach 1,1 lediglich 3:23 Stunden. Dabei wurde die Maschine dreimal in der Luft betankt.
Von den 1261 gebauten Maschinen gingen 517 verloren.

## Technik

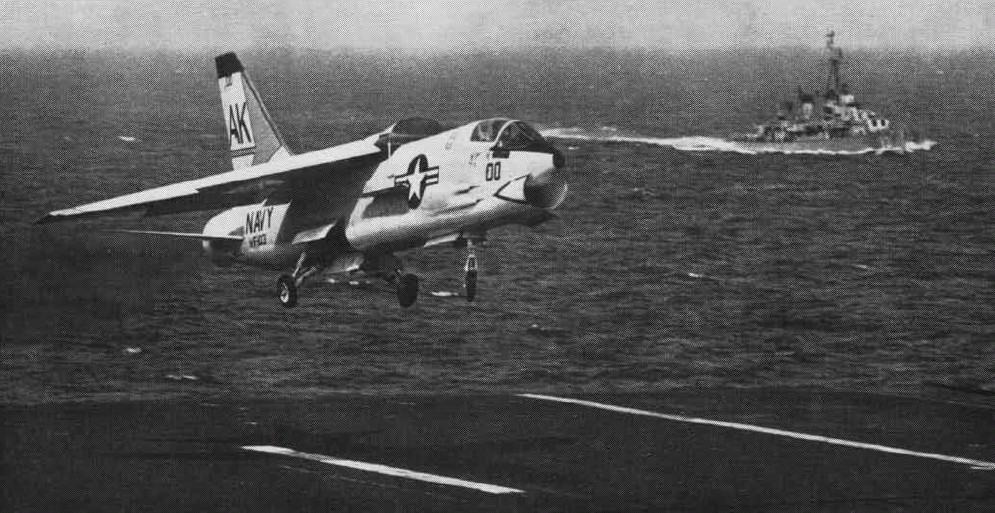
Eine F8U-1 landet auf der Forrestal, 1958

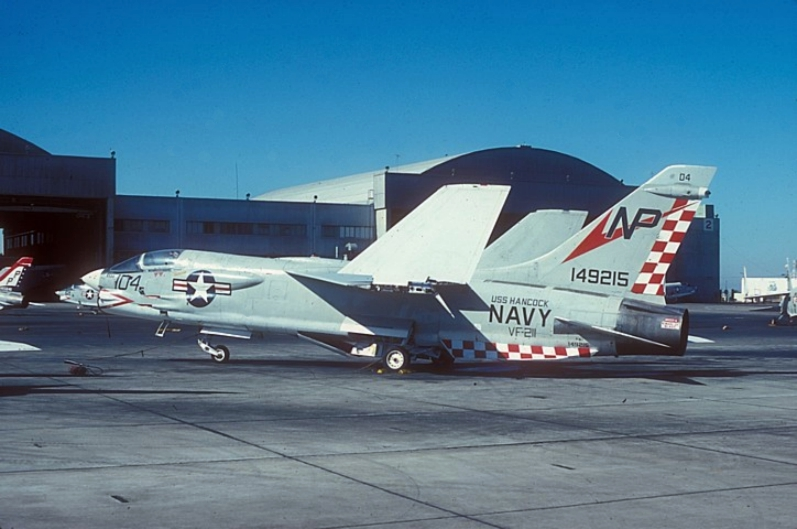
F-8J der Staffel VF-211, 1975

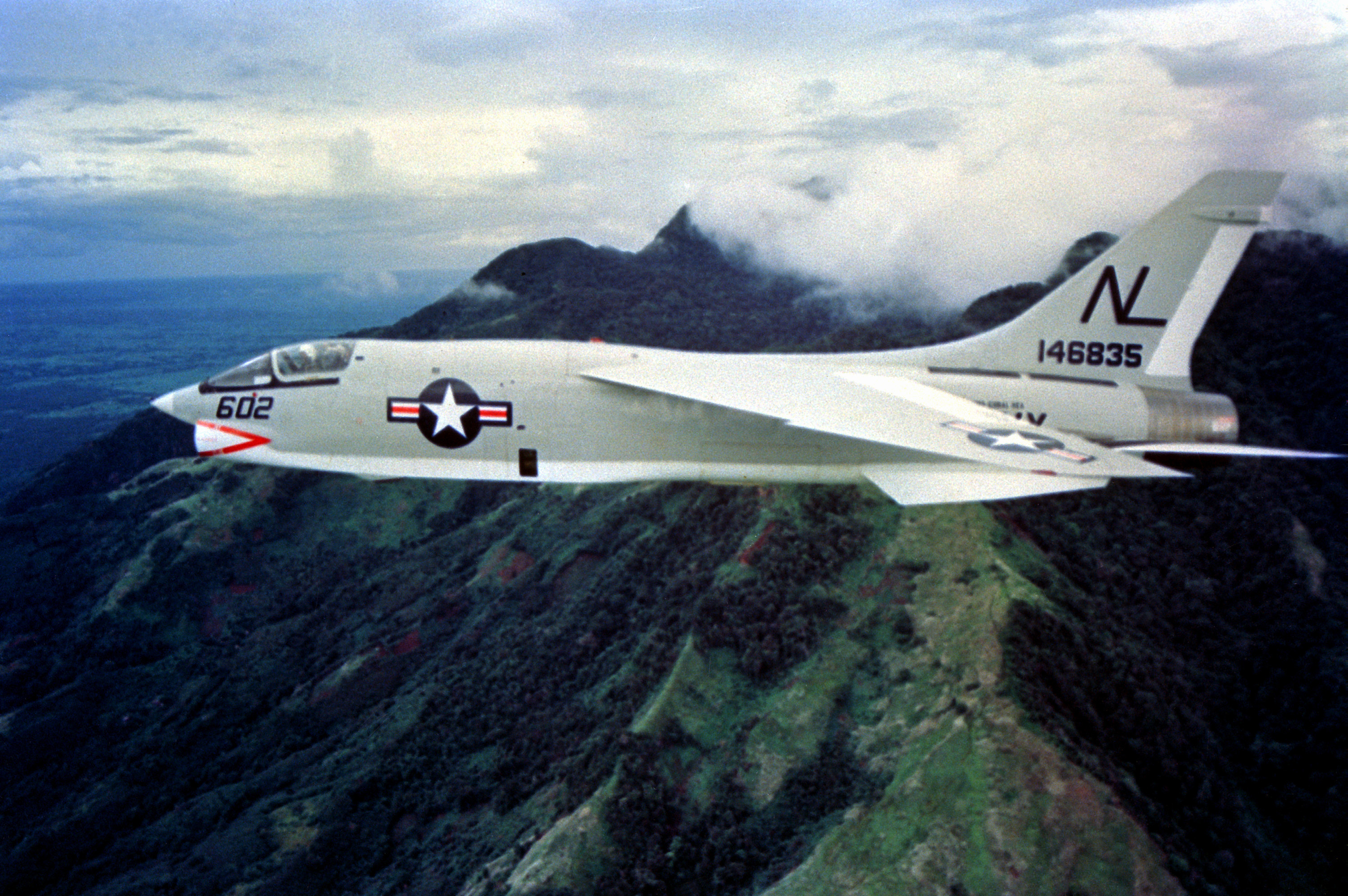
Aufklärer RF-8G der Staffel VFP-63, 1973

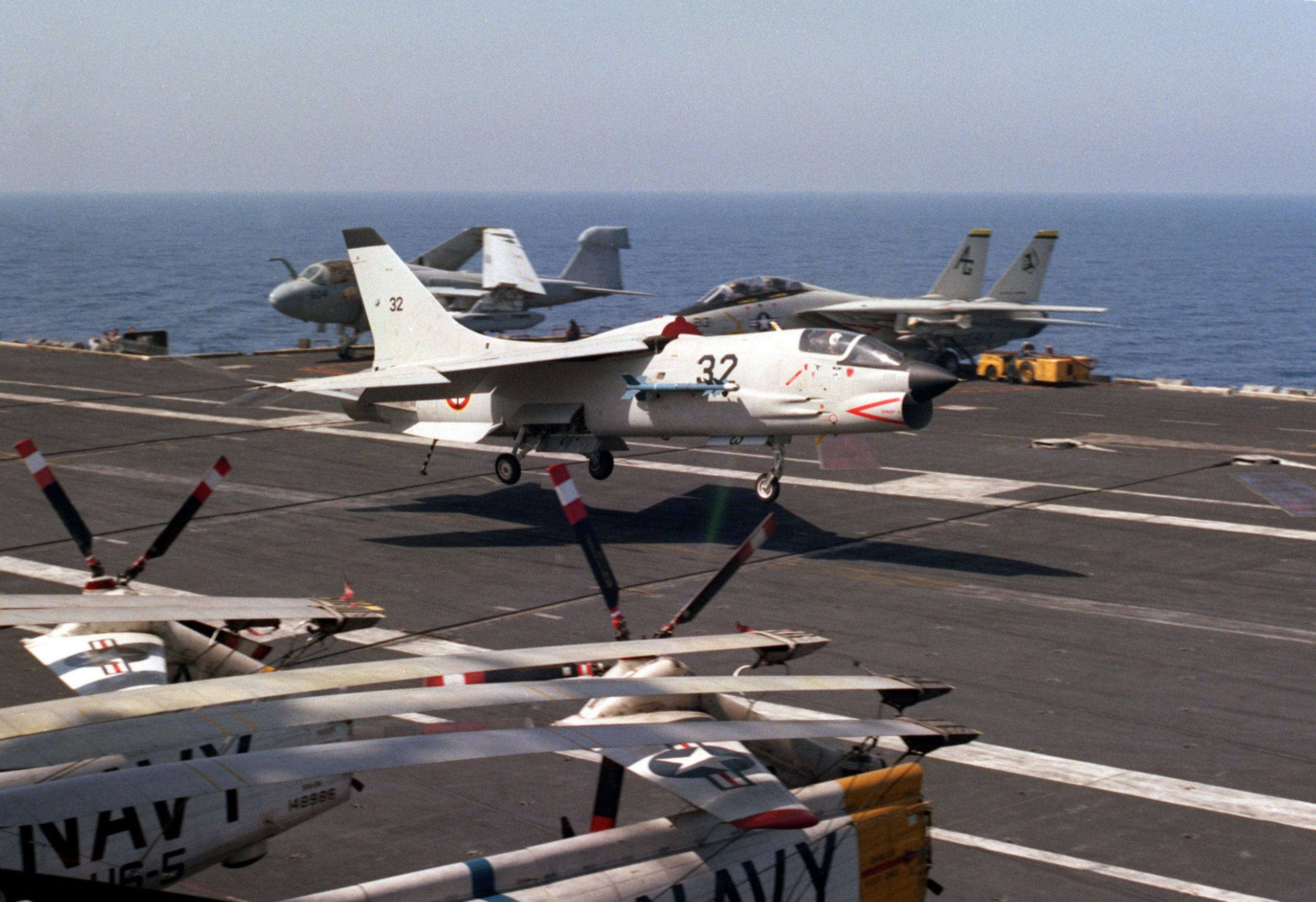
F-8E(FN) der französischen Marine

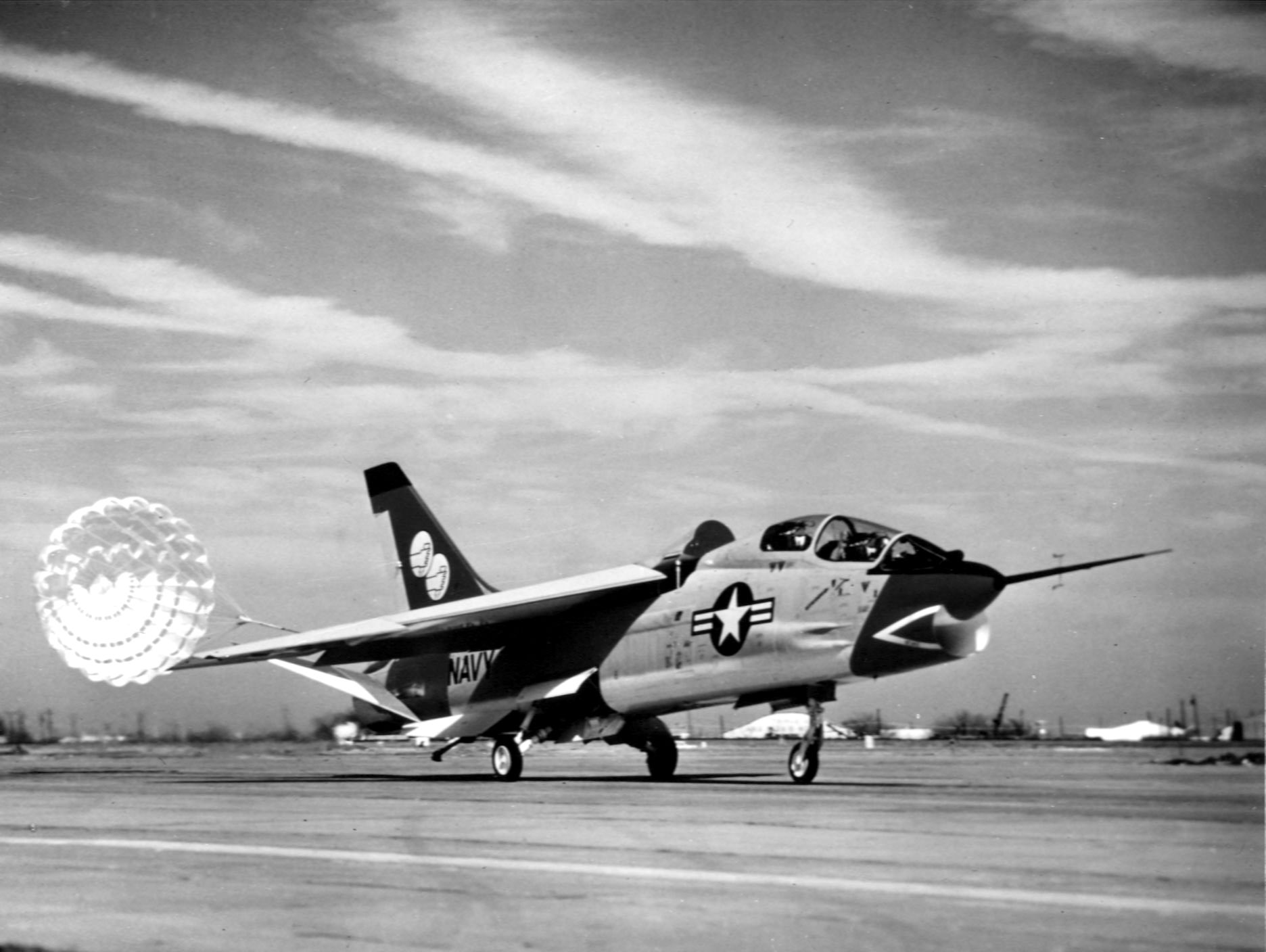
Die einzige zweisitzige Crusader (TF-8A) bei ihrem Erstflug, 1962

Die Besonderheit dieses Flugzeugs ist der hydraulisch um 7° verstellbare Einstellwinkel der mit einem Sägezahn versehenen Tragflächen, die um 45° gepfeilt sind. Dies erlaubt einen hohen Anstellwinkel während des Landeanfluges auf einen Flugzeugträger, ohne gleichzeitig die Sicht nach vorn zu beeinträchtigen. Diese Konstruktion erhöhte allerdings den Wartungsaufwand der F-8. Ansonsten war das Muster mit der üblichen Trägerausrüstung (Klappflügel, Fanghaken, Katapultbeschläge) versehen. Zur Verbesserung der Aerodynamik wurde die Kabine völlig in die Rumpfkontur einbezogen. Bei einigen Versionen wurde das Bugfahrwerk nach rechts versetzt, um so Platz für eine zusätzliche Waffenstation unter dem Rumpf zu schaffen.

## Versionen
F-8A (F8U-1)Erste Serienversion (318 Maschinen) mit vier 20-mm-Kanonen, einem Behälter mit 32 ungelenkten FFAR-Raketen und zwei AIM-9-Sidewinder-Lenkwaffen; der erste Einsatz erfolgte 1957 in der Staffel VF-32 von Bord der Forrestal.
DF-8AUmbau von F-8A zu Kontrollflugzeugen für Regulus-Marschflugkörper
RF-8A (F8U-1P)Unbewaffneter Aufklärer, von dem 144 Maschinen gebaut wurden; der erste Einsatz erfolgte 1957 in der Staffel VFP-61 von Bord der Midway.
QF-8AUmbau von einigen F-8A zu (unbemannten und ferngesteuerten) Drohnen
TF-8A (XF8U-1T)Umbau einer F8U-1 (BuNo 143710) zum XF8U-2NE Prototyp, dann zu XF8U-1T, einem zweisitzigen Schulflugzeug, umgebaut. Ein Auftrag über zwölf F8U-1T wurde storniert. XF8U-1T 1962 in TF-8A umbenannt, anschließend bei der NASA als NTF-8A eingesetzt. Die TF-8A-Bezeichnung verwendete die Navy auch für einsitzige F-8A, die zu Schulungszwecken verwendet wurden.
F-8B (F8U-1E)130 Maschinen, die mittels eines AN/APS-67-Radars bedingt allwettertauglich waren
F-8C (F8U-2)187 Maschinen mit einem stärkeren J57-P-16-Triebwerk sowie einer verbesserten Avionik
F-8D (F8U-2N)152 Maschinen mit einem stärkeren J57-P-20-Triebwerk sowie verbesserter Allwetter-Tauglichkeit und vier AIM-9
F-8E (F8U-2NE)286 Maschinen mit APQ-94-Feuerleitradar und zwei Unterflügelstationen für Bomben
F-8E(FN)42 F-8E wurden an Frankreich geliefert, die dort mit APQ-104-Radar für Kompatibilität zur Matra-R.530-Lenkwaffe ausgestattet wurden sowie eine zweistufige Flächenverstellung mit maximal 7° anstatt 5° für eine langsamere Anfluggeschwindigkeit auf die kleineren französischen Flugzeugträger erhielten. Zwölf Maschinen wurden 1992–1995 mit französischer Avionik modernisiert und später als F-8P bezeichnet.
DF-8FUmbau von mindestens elf Maschinen zu Steuer- und Kontrollflugzeugen für unbemannte Flugkörper
RF-8GModernisierung von 73 RF-8A mit stärkerem Triebwerk J57-P-22, Bauchflossen, die Fähigkeit zum Mitführen von Außenlasten und verbesserter Avionik.
F-8H89 modernisierte F-8D, davon 25 Maschinen von den Philippinen als F-8P eingesetzt.
F-8J136 modernisierte F-8E mit verbessertem Flügel mit BLC (Boundary Layer Control) und Treibstoffleitungen zu Pylonen für Zusatztanks, stärkerem Triebwerk J57-P-20A, APQ-104-Radar.
F-8K87 modernisierte F-8C mit AGM-12 Bullpup-Fähigkeit, J57-P-20A-Triebwerk, APQ-125-Radar.
F-8L61 modernisierte F-8B mit Pylon-Befestigungspunkten, APQ-149-Radar.
Quellen

## Einsatz

### Militärisch

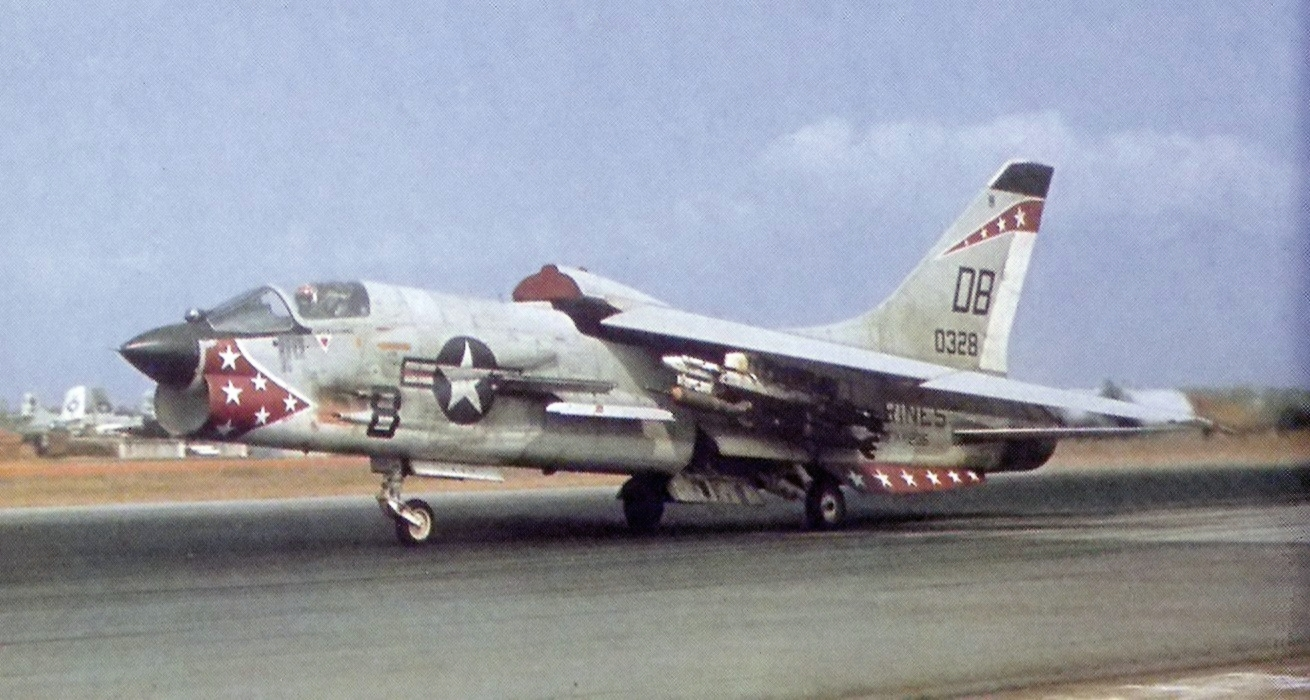
Eine F-8E des U.S. Marine Corps in Da Nang, Vietnam, 1966

Die F-8 wurde bei allen Konflikten der 1960er-Jahre eingesetzt, vor allem dem Vietnamkrieg. Schon während der Kubakrise 1962 flog die Aufklärungsstaffel VFP-62 von Landbasen Aufklärung über Kuba. Im August 1964 waren die Jagdstaffeln VF-51 und VF-53 des Trägers Ticonderoga bei den Vergeltungsangriffen auf nordvietnamesische Schnellbootbasen nach dem Tonkin-Zwischenfall beteiligt. Damit begann der eigentliche Vietnamkrieg für die USA. Schon im Juni war allerdings eine RF-8A der Aufklärungsstaffel VFP-63 Det. C des Trägers Kitty Hawk über Laos abgeschossen worden. Insgesamt verloren US Navy und US Marine Corps in Vietnam 139 F-8 und 29 RF-8. F-8-Piloten konnten ihrerseits 18 nordvietnamesische Flugzeuge abschießen. Der Einsatz der F-8 endete für die US Navy 1976 mit der Ausmusterung des letzten Trägers der Essex-Klasse, Oriskany. Im Rahmen des Geschwaders CVW-19 waren hier die Jagdstaffeln VF-191 und VF-194 mit F-8J eingesetzt. Die RF-8G wurde 1982 letztmals von VFP-63 im Geschwader CVW-14 auf Coral Sea eingesetzt. Die Reservestaffel VFP-206 musterte die letzte RF-8G am 29. März 1987 aus. 1977 kauften die Philippinen 35 F-8H. 25 wurden bis 1991 als F-8P eingesetzt, zehn dienten als Ersatzteilspender. Die französische Marinestaffel 12F stellte die letzte F-8E(FN) am 4. Dezember 1999 außer Dienst.

### Zivile Fly-by-Wire Erprobung

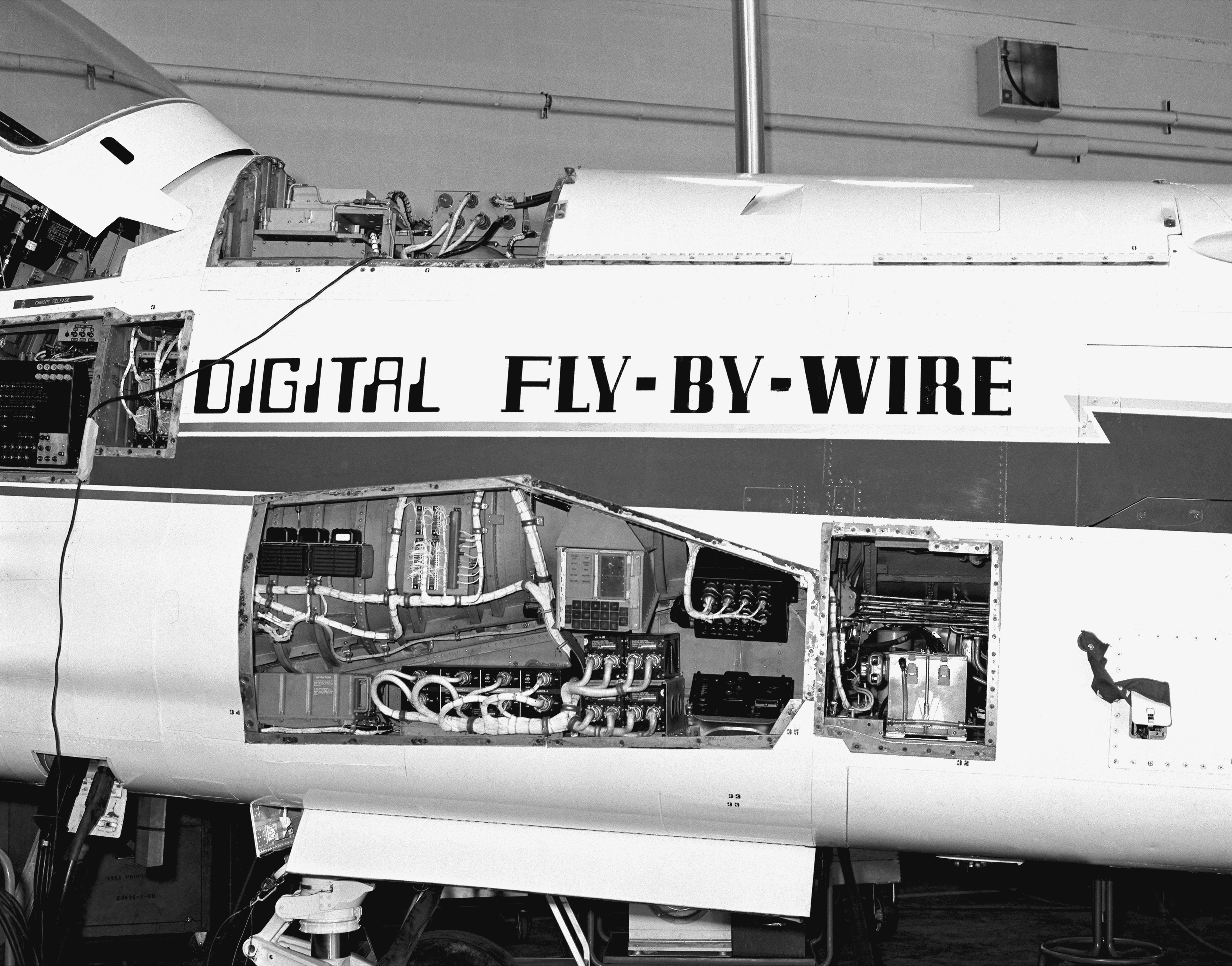
Fly-by-Wire-System mit Apollo Guidance Computer in einer F-8 „Crusader“ der NASA

Am 25. Mai 1972 erprobte die NASA mit einer modifizierten Vought F-8 „Crusader“ das erste Flugzeug mit digitalem Fly-by-Wire, das auf Basis des Bordrechners der Mondlandefähre des Apollo-Programms (Apollo Guidance Computer) arbeitete.

## Nutzer
Frankreich
Aéronavale
 Philippinen
Luftwaffe
 Vereinigte Staaten
US Navy
US Marines
NASA

## Technische Daten F-8J

Chance Vought F8E

| Kenngröße                | Daten                                                               |
| ------------------------ | ------------------------------------------------------------------- |
| Länge                    | 16,61 m                                                             |
| Spannweite               | 10,87 m                                                             |
| Höhe                     | 4,80 m                                                              |
| Flügelfläche             | 34,84 m²                                                            |
| Flügelstreckung          | 3,4                                                                 |
| Startmasse               | normal 13.150 kg, maximal 15.422 kg                                 |
| Höchstgeschwindigkeit    | 1800 km/h in 12.190 m Höhe                                          |
| Marschgeschwindigkeit    | 900 km/h in 11.000 m Höhe                                           |
| Steigzeit auf 12.200 m   | 5 min                                                               |
| Gipfelhöhe               | 17.680 m                                                            |
| Reichweite               | normal 1609 km, maximal 2250 km                                     |
| Triebwerk                | 1 × Pratt & Whitney J57-P-20A; 51 kN ohne und 80 kN mit Nachbrenner |
| Schub-Gewicht-Verhältnis | 0,62                                                                |

## Bewaffnung
Fest installierte Maschinenkanonen im Bug
- 4 × 20-mm-Maschinenkanone Colt-Browning Mk.12 mit je 125–144 Schuss Munition

Fest installiert in einem einziehbaren Raketenbündel an der Rumpfunterseite (nur F8U-1/F-8C)
- 1 × Raketenwerfer FFAR (mit 32 ungelenkten Mk.4-FFAR-Raketen „Mighty Mouse“; Kaliber 70 mm / 2,75 inch)

Bewaffnung bis zu 2268 kg an vier Außenlaststationen unter den beiden Tragflächen und seitlich am Rumpf
Luft-Luft-Lenkwaffen
- 4 × LAU-7/A-Startschiene an Ypsilonträgern für je 2 × Ford AIM-9B/C/D „Sidewinder“ – wärmebildgesteuerter Kurzstrecken-Luft-Luft-Lenkflugkörper
- 2 × Startschiene für je 1 × Matra R.550 Magic (nur F-8E(FN)) – wärmebildgesteuerter Kurzstrecken-Luft-Luft-Lenkflugkörper
- 2 × Startschiene für je 1 × Matra R.530 (nur F-8E(FN)) – radargelenkter Kurzstrecken-Luft-Luft-Lenkflugkörper

Luft-Boden-Lenkwaffen
- 2 × Martin-Marietta AGM-12B „Bullpup“ – funkgesteuerte Lenkflugkörper

Ungelenkte Luft-Boden-Raketen
- 4 × Doppel-Raketenwerfer (für je 2 × ungelenkte Zuni-Luft-Boden-Rakete, Kaliber 127 mm / 5 inch)
- 2 × Raketenwerfer LAU-10D/A (für je 4 × ungelenkte Zuni-Luft-Boden-Rakete, Kaliber 127 mm / 5 inch)

Ungelenkte Bomben (an zwei Bombenträgergestellen BRU-41 MER oder BRU-42 TER)
- 12 × Mk.81 (113-kg-/250-lb-Freifallbombe)
- 8 × Mk.82 LDGP (227-kg-/500-lb-Freifallbombe)
- 8 × Mk.82 SE „SnakeEye“ (227 kg / 500 lb, mit vier Luftbremsklappen)
- 4 × Mk.83 LDGP (454-kg-/1000-lb-Freifallbombe)
- 2 × Mk.84 LDGP (907-kg-/2000-lb-Freifallbombe)
- 4 × M117 (372-kg-/820-lb-Freifallbombe)